# Velesova kniha

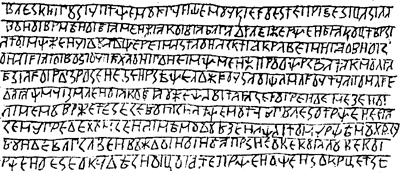
Velesova kniha, buková deska č. 16, runové písmo

Velesova kniha (Велесова книга, Велес книга, Книга Велеса, Дощечки Изенбека, Дощьки Изенбека) je literární falsum, prohlašující se za dávný slovanský náboženský a historický text. Podle zastánců pravosti tohoto díla byla zapsána runovým písmem na dřevěných bukových deskách. Byla poprvé zveřejněna roku 1950 P. Miroljubovem a Alexandrem Kurenkovem. V některých pasážích je podobná křesťanské Bibli, vydavatelé ji v podtitulu označují za „slovanské védy“. Originál se měl ztratit v roce 1941.
Kniha je přijímána jako svaté písmo inglingskou církví (tj. ruskými védisty).

## Obsah Velesovy knihy
Ve Velesově knize se mísí popisy bájných a historických událostí s náboženskými a mytologickými pasážemi a jakýmisi sborovými rituály či modlitbami. Dějinné popisy knihy sahají až do desátého století př. n. l., kde staří Slované žili v „zemi sedmi řek za mořem“ (tzv. Sedmiříčí, nebo též Bělovodí na Sibiři – řeky Irtyš, Ob, Lena, Jenisej, Tobol, Išim a Angara). Později putovali přes Sýrii do Karpat, kde byli nakrátko zotročeni králem "Nabsurem" (snad babylónský Nabonassar?). V Karpatech se měli usadit v pátém století př. n. l. Kniha dále velmi stručně popisuje období po Kristu, a to především jako sérii vítězných válek s Góty, Huny, Řeky a Římany. Zmiňují se i některé postavy západoevropské historie a severské mytologie (např. Ermanarich, na jehož době panování se zakládá datování většiny historických událostí v knize). Z období mezi 5. a 9. stoletím popisuje pouze vpád Chazarů a Bulharů. Kniha končí popisem rozvratu slovanské říše Varjagy.

### Kosmologie
Jav, Prav a Nav jsou tři mytické světy popsané ve Velesově knize. Prav je světem bohů, Jav je světem lidí a Nav je nemateriální svět a patří duším našich zemřelých předků. Populární byly především v novopohanském Rusku.
Slované si podle autora/autorů Velesovy knihy svět představovali jako obrovský košatý dub, který rozdělili na tři části:
- Prav (síla správce, práva, nadřízenosti) je svět bohů, který je pro lidi neviditelný a nachází se v košaté koruně. Je to právo správce Svaroga, boha Slunce, který vládne světu Jav i Nav. Svět bohů byl stvořen na samém počátku bohem – otcem Rodem. Moderní paralelou k této koncepci jsou fyzikální zákony, ale s jedním rozdílem. Zákon, který říká, že kámen když se vyhodí, tak spadne je nejen faktem, ale platí také zároveň princip spravedlnosti, božího a právní zákon, že kámen spadne, když je vyhozen.
- Jav (to co je zjevné) je lidský hmotný svět, který se nachází okolo kmene stromu.
- Nav (to co není zjevné) je podzemní svět mrtvých položený v kořenech dubu. Do Navu odcházely duše zemřelých po své smrti. Vládcem byl bůh Veles.

Hvězdy, které jsou duše zemřelých, jako Svarga a Irij, jsou součástí světa Nav.
Podobný je také antropogenetický princip, ten ale říká, že fyzikální zákony jsou užitečné.
V mnoha slovanských jazycích slovo "právo" nebo "prawo" znamená zákon, pravidlo, právo někoho na něco a pravou stranu a vychází ze světa Prav.

## Okolnosti nálezu
Knihu měl najít v roce 1919 bělogvardějec Fedor Arturovič Izenbek v sídle rodiny Kurakinů v Charkově. Po emigraci se ji nejprve pokoušel prodat muzeu v Bělehradu, později ji věnoval sběrateli Juriji Miroljubovovi, který ji prostudoval, ofotografoval a vrátil. Izenbek si ovšem originální destičky ponechal a po jeho smrti v roce 1941 se ztratily. Miroljubov po své emigraci do USA v roce 1953 předal materiály profesoru Kurenkovovi, který je publikoval v časopise Žar-Ptica v letech 1957–1959.

## Pravost
Badateli je Velesova kniha všeobecně považována za falzum, které vzniklo v 50. letech 19. století. Jeden ze snímků destiček byl zkoumán již roku 1960 sovětskou paleografkou L. P. Žukovskou, která po expertíze snímek označila za „podvržený předcyrilický rukopis“. Proti pravosti textu svědčí i vývoj jazyka, který rekonstruovala slovanská srovnávací jazykověda, zejména chyby ve fonetice, z hlediska etymologie nesmyslná a nesystematická gramatika a občasné použití slov, která vznikla až ve středověku. Zastánci pravosti rukopisu tyto chyby vysvětlují Miroljubovými chybami v transkripci původního textu (kterou vzhledem k tomu, že originál je zničen, nelze posoudit nebo opravit).
Dalším argumentem je to, že některé z mytologických představ, které kniha využívá, vznikly pravděpodobně až jako křesťanské dezinterpretace skutečných pohanských názorů (např. koncept Bělboga), dále jsou z tohoto hlediska podivné značné paralely s biblickými příběhy (např. příběh o zotročení Slovanů). Směšuje také západoslovanskou a východoslovanskou mytologii, přestože podle historických výzkumů šlo o odlišné náboženské systémy.
Někteří zastánci slovanského novopohanství ovšem přes tyto námitky pokládají text za svoji svatou knihu.

## Úryvek
Tuto Velesovu knihu zasvěcujeme našemu Bohu, který je naším útočištěm i naší silou...
I šli jsme za naším Bohem a začali Ho velebiti:
— Buď pochválen dnes jako v budoucnu a na věky věků!
Toto slavnostně pronesli kouzelníci. Potom odešli a vrátili se zpět.
(Rod IV, 1:1)